# Tuntange
Tuntange (Luxemburgs: Tënten, Duits: Tüntingen) is een dorp in de gemeente Helperknapp in het Luxemburgse kanton Mersch. De deelgemeente Tuntange heeft een totale oppervlakte van 18,74 km2 en telde 1123 inwoners op 1 januari 2007.

## Geschiedenis
Tuntange was een zelfstandige gemeente totdat op 1 januari 2018 de fusie met het naburige Boevange-sur-Attert plaatsvond. De nieuw gevormde gemeente werd vernoemd naar de op het grondgebied gelegen heuvel Helperknapp.

## Kernen
Het grondgebied van de voormalige gemeente Tuntange omvat de volgende kernen:
- Ansembourg
- Bour
- Hollenfels
- Marienthal
- Tuntange

## Evolutie van het inwoneraantal
| Jaar                              | 2001 | 2002 | 2003 | 2004 | 2005 |
| --------------------------------- | ---- | ---- | ---- | ---- | ---- |
| Inwoneraantal                     | 1027 | 1034 | 1063 | 1056 | 1064 |
| Opmerking: tellingen op 1 januari |      |      |      |      |      |